# Monophyllaea
Monophyllaea es un género con unas 40 especies de plantas herbáceas perteneciente a la familia Gesneriaceae. Es originario del sur de Asia.

## Descripción
Son plantas herbáceas perennes o hierbas anuales monocárpicas. El tallo ( hipocotilo) carnoso, por lo general lleva una sola hoja grande, ocasionalmente caulescentes con 3-4 hojas, la planta entera está provista de glándulas. Las hojas son oblongas o suborbiculares, con meristemo basal, nervios laterales muy juntos cerca de la base, cada vez más espaciados cuanto más arriba. Las inflorescencias en cimas por lo general con un largo pedúnculo, que surgen apenas debajo de la base de la hoja, en ocasiones también diseminados a lo largo de la nervadura central, con pequeñas brácteas. Fruto capsular, a menudo de pared delgada. El número de cromosomas : 2n = 20, 22, 24.

## Distribución y hábitat
Se distribuyen  por Malasia (desde Sumatra hasta Nueva Guinea y Tailandia y desde el sur Luzón a Java). Crecen predominantemente en las rocas de piedra caliza, en la sombra de los bosques, en la entrada de  cuevas y debajo de las rocas. 

## Taxonomía
El género fue descrito por Benn. R.Br. y publicado en Monographiae Phanerogamarum 5: 65. 1883.
Etimología
El nombre del género deriva de la palabra griega μονος, monos = único, y φυλλον, phyllon = hoja, en referencia a la hoja única de la planta.

## Especies seleccionadas
- Monophyllaea albicalyx A.Weber[4]
- Monophyllaea andersonii B.L.Burtt[5]
- Monophyllaea anthocrena B.L.Burtt[6]
- Monophyllaea beccarii C.B.Clarke[7]
- Monophyllaea brevipes S.Moore[8]
- Monophyllaea caulescens B.L.Burtt[9]